# Sérignac-Péboudou
Sérignac-Péboudou è un comune francese di 176 abitanti situato nel dipartimento del Lot e Garonna nella regione della Nuova Aquitania.

## Società

### Evoluzione demografica
Abitanti censiti